# Carsten Fiebeler
Carsten Fiebeler (* 18. Juni 1965 in Zwickau) ist ein deutscher Regisseur.

## Leben
Carsten Fiebeler absolvierte nach der Mittleren Reife 1982 an der Polytechnischen Oberschule bis 1984 eine Kfz-Schlosserlehre und leistete anschließend seinen Armeedienst bei der NVA. Von 1986 bis 1990 betätigte er sich als Hausmeister, Näher, Hauslehrer, Fahrer sowie Designer, Hersteller und Verkäufer von Schmuck und Kleidern. Gleichzeitig besuchte er eine Abendschule, um das Abitur nachzuholen.
Bis 1991 studierte er Kommunikationswissenschaften an der TU Berlin, ab 1992 auch Theaterwissenschaft an der Humboldt-Universität in Berlin. Ab 1994 studierte er Regie an der Hochschule für Film und Fernsehen „Konrad Wolf“ in Potsdam. Seine Arbeit begann er ab 1992 zunächst als Werbe-, Trailer- und Image-Filmer, bevor unter seiner Regie ab 1993 zahlreiche Dokumentar- und Kurzfilme entstanden. Im Jahr 2002 folgte sein erster Langspielfilm Die Datsche, 2004 folgte die Ost-West-Komödie Kleinruppin forever.

## Filmografie
- 1995: Rauls Tango (Kurzfilm)
- 1997: Wieviel Engel können auf einer Nadelspitze tanzen?
- 1998: 14/1 endlos
- 1998: Straßensperre
- 2000: Der Wettkampf (Kurzspielfilm)
- 2001: Himmlische Helden (Fernsehfilm)
- 2002: Werther (Oper)
- 2003: Die Datsche (Buch, Regie)
- 2004: Kleinruppin forever
- 2005: Suche nach Schwerelosigkeit – Vladimir Malakov – ein Portrait (auch Drehbuch)
- 2006: OstPunk! Too much Future (auch Drehbuch)
- 2007: 18 – Allein unter Mädchen (3 Folgen)
- 2010: Das blaue Licht
- 2012 Mein Sommer 88 – Wie die Stars die DDR rockten (auch Drehbuch)
- 2012: Sushi in Suhl
- 2013: Die goldene Gans
- 2014: Die Ostdeutschen
- 2014: Siebenschön
- 2016: Das Märchen vom Schlaraffenland
- 2017: Der Schweinehirt
- seit 2017: Hubert ohne Staller (Fernsehserie, 40 Folgen)
- 2019: Watzmann ermittelt (Fernsehserie, 4 Folgen)
- 2023: Hubert ohne Staller – Dem Himmel ganz nah (Fernsehfilm)

Filmmusik zu zahlreichen Projekten lieferte das Berliner Electronic-Duo Tarwater.

## Auszeichnungen
- 1999: Panther Preis Camera Award für 14/1 endlos
- 2000: Vienna TV Award für den Kurzspielfilm Der Wettkampf
- 2001: Nominierung von Himmlische Helden für den Max-Ophüls-Preis